# Aide à l'Église en détresse
Pour les articles homonymes, voir AED.
L’Aide à l’Église en détresse ou l'AED (ACN Aid to the Church in Need en anglais, Kirche in Not en allemand) est une fondation internationale catholique de droit pontifical qui aide les chrétiens menacés, persécutés, réfugiés ou dans le besoin. Fondée en 1947 par le père prémontré néerlandais Werenfried van Straaten, elle soutient plus de 5 000 projets, grâce aux dons récoltés par ses 23 bureaux dans le monde.
Elle intervient dans plus de 150 pays.
L’AED mène aussi un travail de recueil d’informations et d’analyses du terrain au sujet de la liberté religieuse : elle publie tous les 2 ans un rapport sur la liberté religieuse dans le monde car sa mission comporte un volet consacré à la défense de ce droit fondamental de la personne, quelle que soit la religion concernée.
Selon le site international de l’AED, « [elle] ne reçoit aucun fonds publics ou officiels de l’Église. Elle repose uniquement sur la générosité de ses bienfaiteurs individuels ».

## Historique
L’AED est née en 1947 quand Werenfried van Straaten, chanoine prémontré de l'abbaye de Tongerlo, tente de sensibiliser les Belges à la nécessité d’aider les 14 millions d’expulsés de l’Allemagne de l'Est, en fuite. Il lance un appel à la réconciliation avec les « ennemis d’hier ». Werenfried van Straaten dirige l'association jusqu'à sa mort en 2003.
Dès 1956, l’aide s’étend à l’Église du « Rideau de fer ». Elle se diversifie : entre soutien aux séminaristes, création de chapelles roulantes, reconstruction d’églises et de maisons pour les démunis.
L’action du mouvement se déploie vers l’Asie et l’Amérique latine. En 1964, l’Œuvre est canoniquement reconnue comme Association de fidèles par le Saint-Siège et son Bureau international déménage à Rome. En 1965, elle commence à intervenir en Afrique. En 1969, elle adopte son nom actuel d’Aide à l’Église en détresse. En 1975, tout en restant rattachée au Pape, l’AED installe définitivement son Bureau International à Königstein, en Allemagne.
L’expansion se poursuit par l'ouverture de secrétariats dans les pays occidentaux. En 1984, l’Œuvre est érigée en Association ecclésiastique universelle de droit pontifical. Elle compte alors des secrétariats dans treize pays. Elle entreprend l’un de ses projets les plus importants : les rédaction et publication d’une Bible pour enfants, « Dieu parle à ses enfants ».
Avec l’effondrement des systèmes communistes en Europe de l’Est et en Europe centrale, l’AED commence à soutenir aussi l’Église gréco-catholique et l’Église orthodoxe russe qui ont vécu longtemps dans la clandestinité.
En 2002, l’AED étend son aide au Moyen-Orient.

## Organisation

### Siège
Depuis 1975, le Bureau international se trouve à Königstein, en Allemagne.
Le siège de la Fondation est au Vatican.
Le siège de l’AED France est à Mareil-Marly, dans les Yvelines.

### Organigramme
- Président

Nommé par Benoît XVI en 2011, c’est le Cardinal Piacenza.
- Président exécutif

Nommé par le Cardinal Piacenza en avril 2018, il s'agit de Thomas Heine-Geldern.
- Directeur (1 par pays donateur)

Chaque pays donateur compte un directeur.

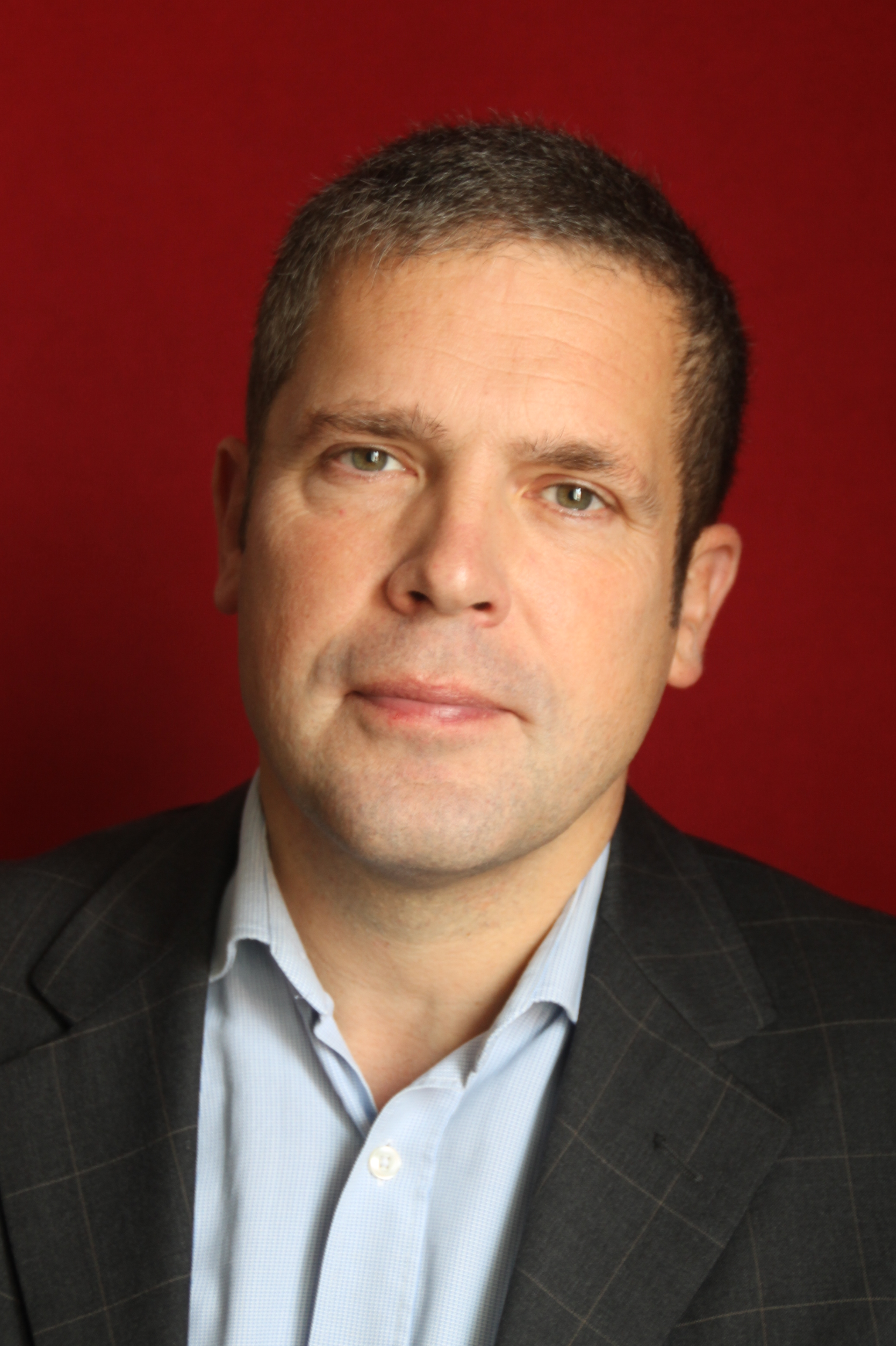
Benoît de Blanpré, directeur de l'AED France

Le siège international traite les quelque 8 000 demandes d’aide qui arrivent chaque année du monde entier. Le budget dont l’AED dispose vient exclusivement de dons des 21 pays suivants : Allemagne (dont le siège international), Australie, Autriche, Belgique, Brésil, Canada, Chili, Colombie, Corée du Sud, États-Unis, Espagne, France, Grande-Bretagne, Irlande, Italie, Malte, Mexique, Pays-Bas, Pologne, Portugal, Suisse.
Marc Fromager a été le directeur de l’AED France de 2005 à 2019. Il est l'auteur de Chrétiens en danger, 20 raisons d'espérer, paru en 2013 et Guerres, Pétrole et Radicalisme. Les chrétiens pris en étau, paru en août 2015.
Benoît de Blanpré lui succède le 19 novembre 2019. Né le 12 juillet 1972 et père de cinq enfants, il a travaillé pour l'association Enfants du Mékong de 1999 à 2010. Puis il a été nommé directeur du développement et communication des Apprentis d'Auteuil pour l'Océan Indien de 2010 à 2014. De 2014 à 2018, il a dirigé le Centre Port Royal, détenu par la Congrégation religieuse des Augustins de l'Assomption.

## Budget
L’AED a récolté plus de 124 millions d’euros de dons en 2017. La plus grosse contribution vient de la France avec 25,7 millions d’euros.
Pourtant, en 2015, l’AED a dû refuser 1 110 projets car les demandes d'urgence au Proche-Orient et en Afrique ont doublé par rapport à l'année précédente.

## Missions
Les 3 missions de l’AED, définies par son fondateur, sont :
- informer sur la situation des Chrétiens et sur l’état de la liberté religieuse dans le monde ;
- prier pour les chrétiens qui souffrent ;
- partager, c’est-à-dire soutenir financièrement des projets en lien avec l’Église locale.

### Informer
Outils du bureau international :
- 8 bulletins par an, de chacun 8 pages, consacrés à l’actualité et envoyés aux donateurs. Le bulletin constitue un lien entre tous les pays. En 2016, il est publié en 7 langues et 700 000 exemplaires.
- Rapport sur la liberté religieuse, publié tous les 2 ans ; il rassemble 150 pages d’analyse sur la liberté religieuse dans le monde, avec carte et classement des pays. L’Aide à l’Église en détresse a établi un Observatoire de la liberté religieuse dans le monde[15], avec la contribution de chercheurs, de spécialistes et de journalistes. La collecte d'informations provient de sources internationales (ONG, statistiques, presse), de rapports d’informations de communautés religieuses et de témoignages.* le prochain rapport de l'AED sur la liberté religieuse sort à l'automne 2016*
- Bibles pour enfants, publications de livres, CD, DVD, etc.

Outils supplémentaires de l'AED France :
- Articles quotidiens dans la rubrique Actualités du site internet AED France[16]
- Newsletter mensuelle[17]
- Magazine L’Église dans le Monde[18], 5 numéros par an ; chaque exemplaire compte 35 pages de reportages, décryptage de l’actualité et dossiers de fond. Sur abonnement, 30 euros[19].
- 1 colloque par an, journée de débats avec interventions d’experts, de témoins, etc. (en 2014 : Vers un nouveau Moyen-Orient, la fin des Chrétiens ?[20] ; en 2015 : Quelle laïcité voulons-nous pour demain ?[21]).

### Prier
Par l'AED France :
- Carnet « Veillez et priez » : inséré dans le magazine L’Église dans le Monde[18], des méditations et intentions de prière chaque semaine (possibilité de les recevoir par e-mail chaque mois)
- Livrets de prière : rosaire, chemin de croix sur le site internet
- Nuit des témoins

#### Nuit des Témoins

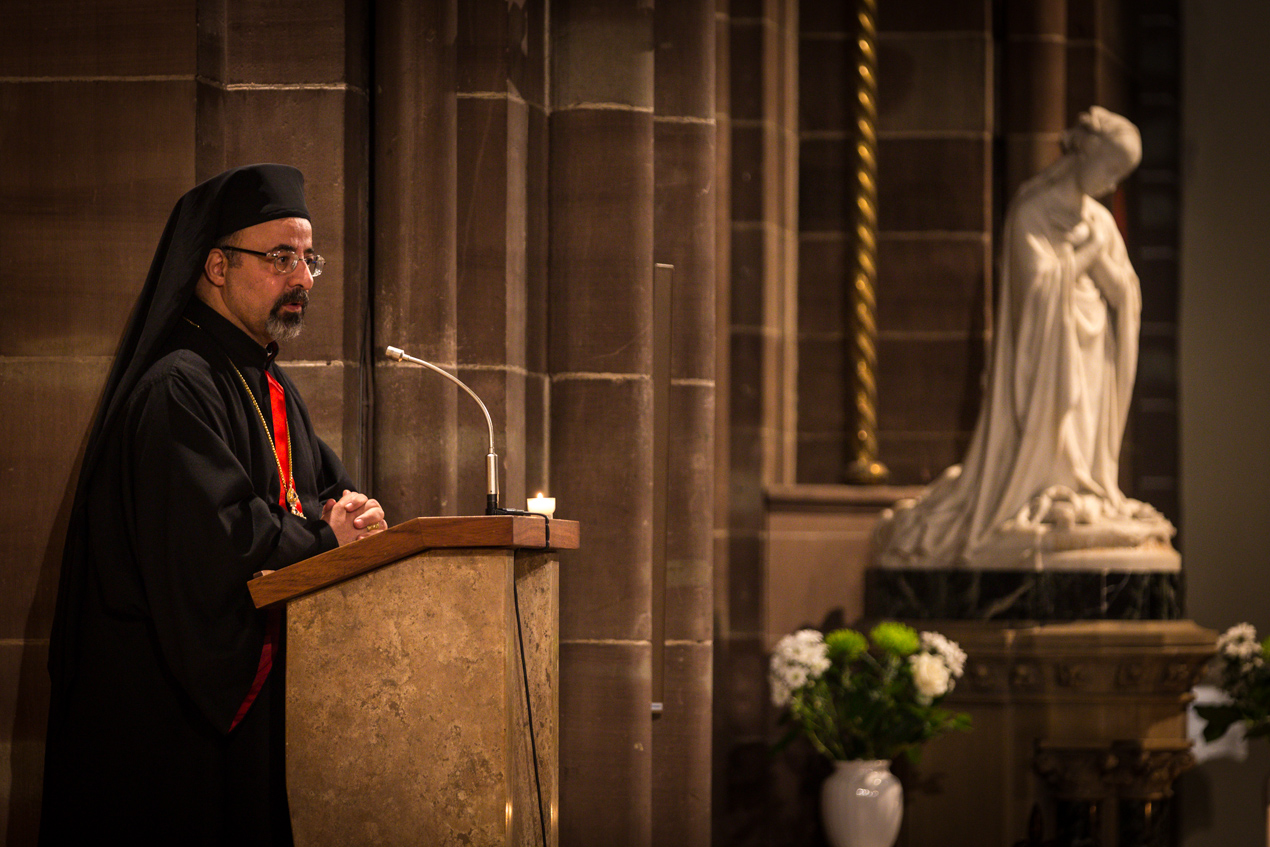
Ibrahim Isaac Sidrak témoigne au cours de la Nuit des Témoins 2014 en l’église Saint-Pierre-le-Jeune de Strasbourg.

Depuis 2009, l'Aide à l’Église en détresse France organise la Nuit des Témoins.

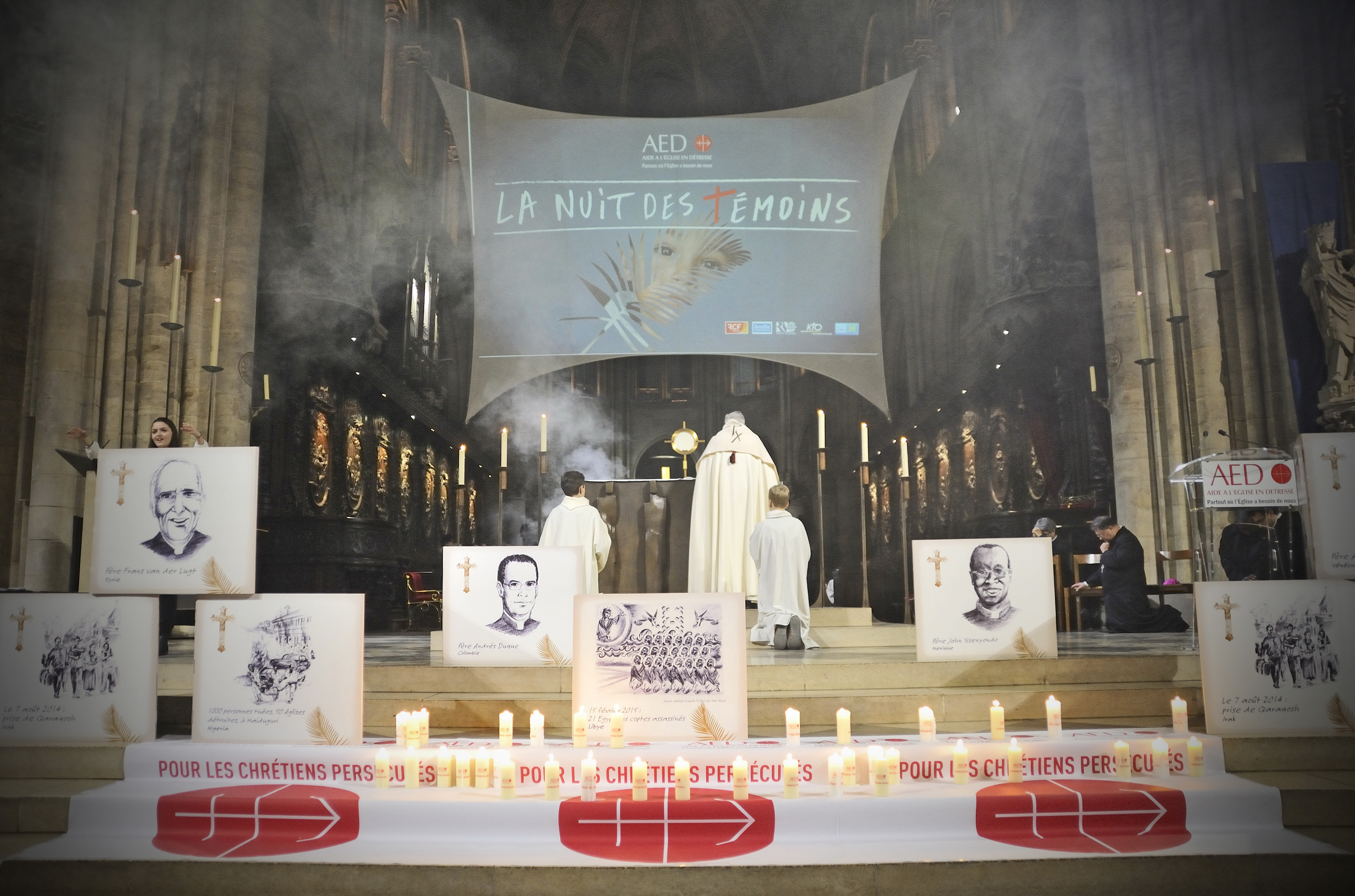
Nuit des témoins 2015 à Notre Dame de Paris.

Une tournée de veillées où prière et témoignages rendent hommage aux prêtres, religieux et laïcs tués au cours de l’année écoulée « parce qu’ils étaient des disciples du Jésus-Christ ». Elles sont organisées dans les diocèses de France et accueillent des personnalités issues de pays où les chrétiens subissent des persécutions. Au cours de ces soirées, les chrétiens assassinés dans l'année sont cités. Alternent temps de prière silencieuse, chants, témoignages et méditations sur « les fruits du martyre ».

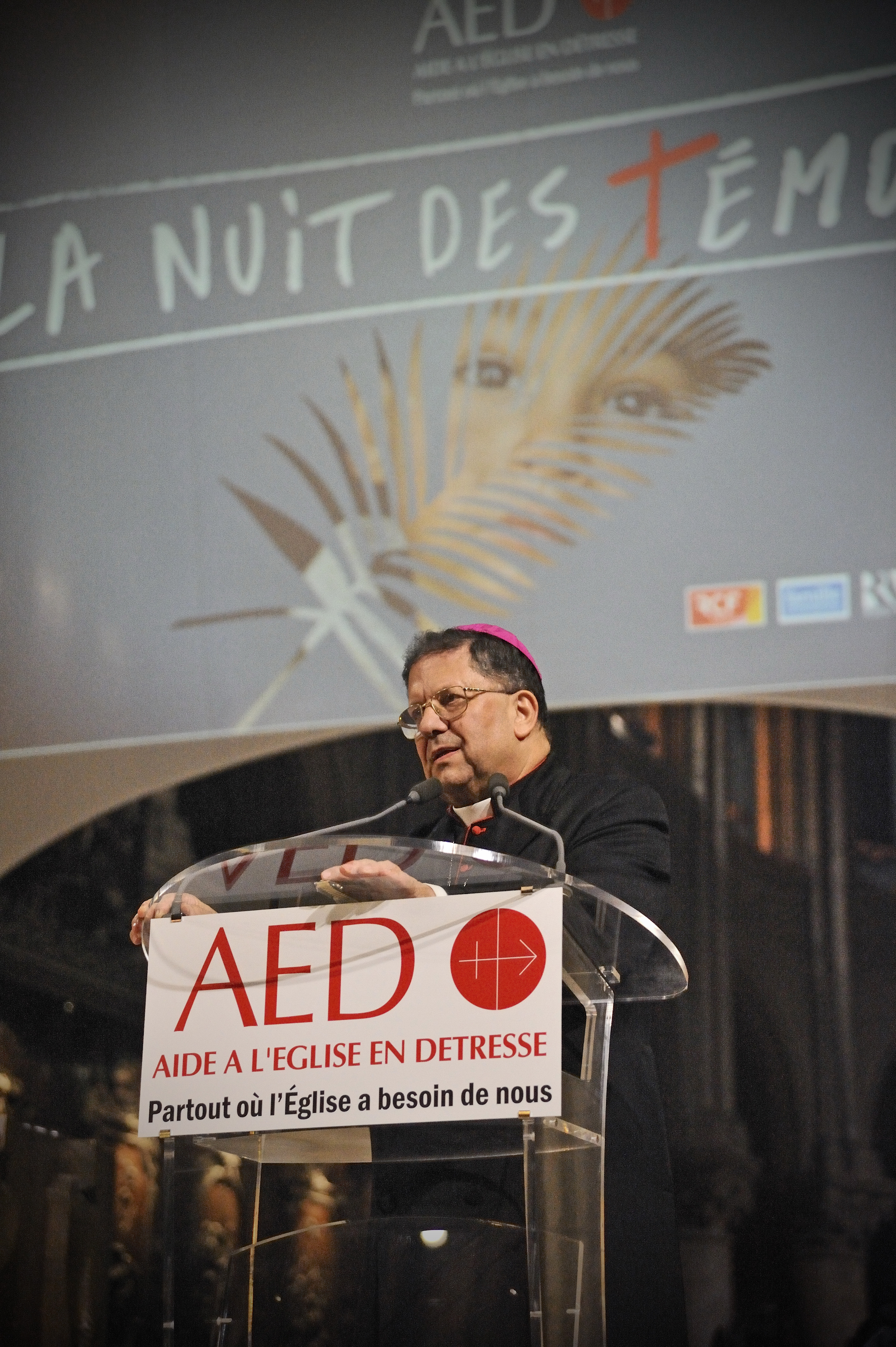
Jean-Benjamin Sleiman à la Nuit des Témoins 2015.

En 2014, les veillées ont eu lieu en l’église Saint-Pierre-le-Jeune de Strasbourg, la cathédrale Saint-André de Bordeaux et la basilique du Sacré-Cœur de Marseille, en présence de l’évêque du diocèse. Elles ont réuni Ibrahim Isaac Sidrak, patriarche de l’Église catholique copte d’Égypte, Dieudonné Nzapalainga, archevêque de Bangui, Amel Shimoun Nona, archevêque de Mossoul, sœur Raghida Al Khour i, religieuse syrienne et Samer Nassif, prêtre catholique libanais de rite maronite.

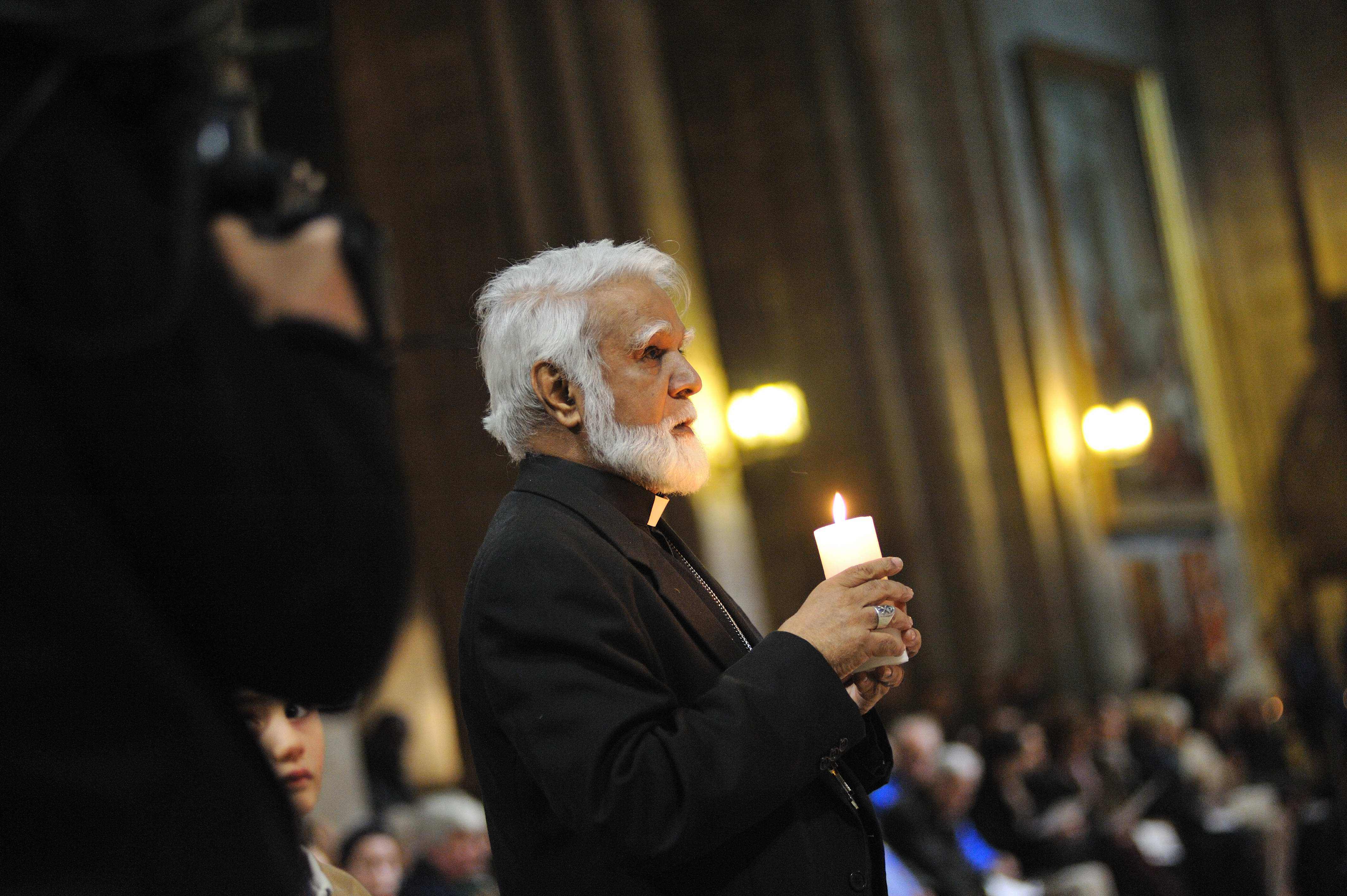
Joseph Coutts à la Nuit des Témoins 2016.

En 2015, les veillées ont eu lieu à Avignon, Saint-Germain-en-Laye, Dijon, Troyes, Toulouse et Paris en présence de l’évêque de chaque diocèse. Elles ont réuni Jean-Benjamin Sleiman, archevêque de Bagdad, Ignatius Kaigama, Président de la Conférence des Évêques du Nigeria, Sœur Youssef, religieuse responsable d’un dispensaire pour réfugiés syriens et irakiens à Beyrouth, le père Colmenares, chargé du dialogue avec les groupes armés de Colombie.
En 2016, les veillées ont eu lieu à Paris, Nancy, Orléans, Rennes et Toulon en présence de l’évêque de chaque diocèse. Elles ont réuni Jean-Clément Jeanbart, archevêque d'Alep, Joseph Coutts, Président de la Conférence des Évêques du Pakistan, Sœur Lika, religieuse dominicaine irakienne, réfugiée à Erbil, le père Antonio Aurelio, prêtre trinitaire engagé auprès des personnes persécutées dans le monde à cause de leur foi, notamment les enfants soudanais chrétiens vendus par des marchands d’esclaves musulmans.
La veillée parisienne, retransmise en direct par la chaîne de télévision KTO, est organisée en la cathédrale Notre-Dame de Paris, et présidée par le cardinal André Vingt-Trois.
En 2017, les veillées ont eu lieu à Reims, Paris, Sainte-Anne-d'Auray, Monaco et Perpignan.

### Partager
Quelques chiffres clés de l’année 2017 :
- 89,6 % des ressources ont directement été affectées à des projets.
- 5 357 projets soutenus dans 149 pays.
- Les premiers pays concernés par l'aide sont l’Irak (plus de 9 millions), l’Inde (5,8 millions) et la Syrie (5,7 millions).
- Les aides concernent, pour la majorité, des constructions et équipements d’églises, de chapelles etc (34,4 %), le soutien financier de prêtres (22,6 %), et les aides d’urgence aux réfugiés (13,9 %).
- L’AED a soutenu 40 383 prêtres, soit 1 sur 10 dans le monde.